# امیل نستور ستالا
امیل نستور ستالا (انگلیسی: Eemil Nestor Setälä؛ ۲۷ فوریه ۱۸۶۴ – ۸ فوریهٔ ۱۹۳۵) یک سیاست‌مدار اهل فنلاند بود.